# Havana, Kansas
Havana là một thành phố thuộc quận Montgomery, tiểu bang Kansas, Hoa Kỳ. Năm 2010, dân số của xã này là 104 người.